# Lilium kesselringianum
Lilium kesselringianum är en liljeväxtart som beskrevs av Pavel Ivanovich Misczenko. Lilium kesselringianum ingår i släktet liljor, och familjen liljeväxter. Inga underarter finns listade.

## Bildgalleri

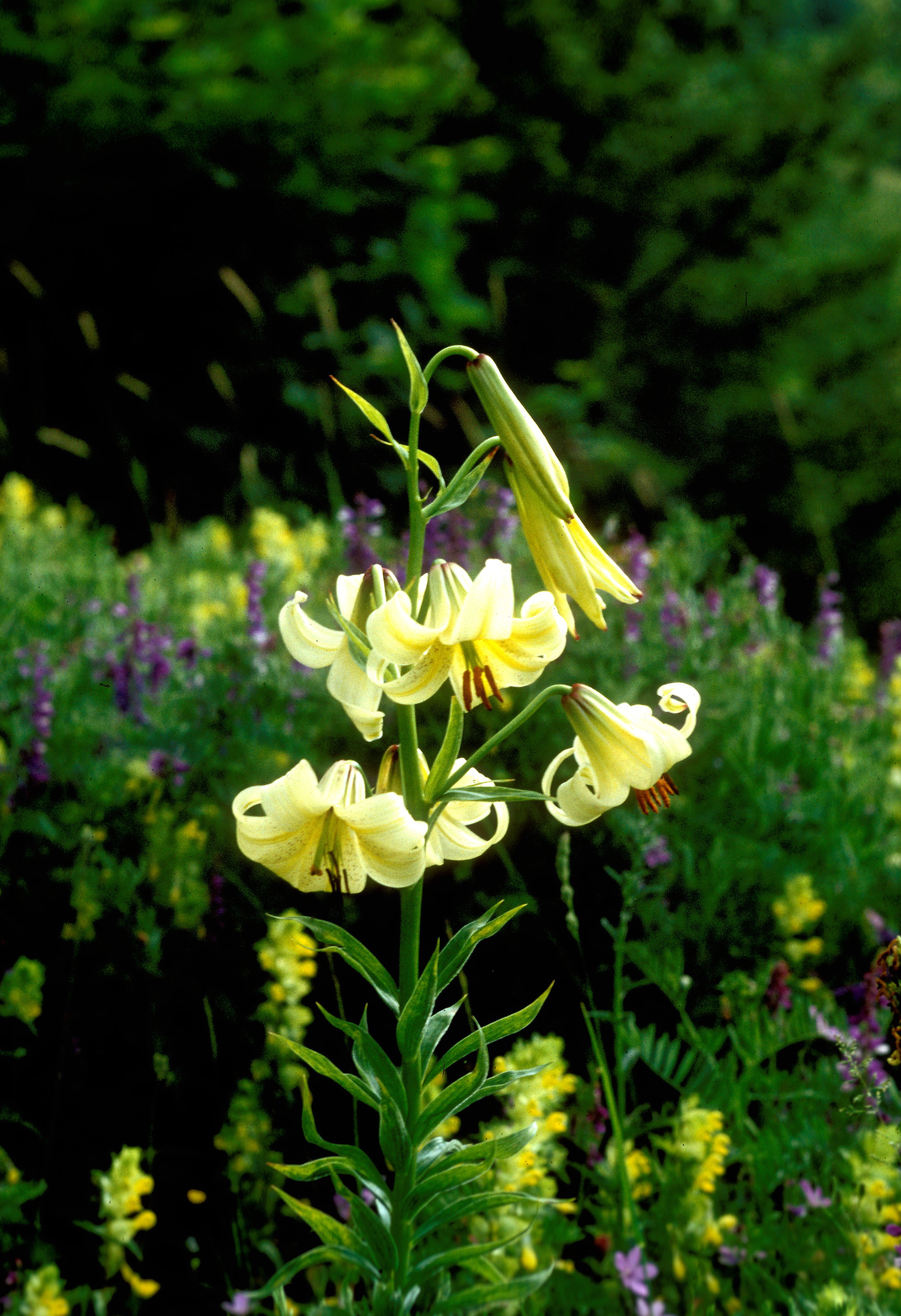